# Бюро (меблі)
Бюро́ (фр. bureau < burel < лат. burra — «вовна», «груба тканина») — письмовий стіл з висувною кришкою, полицями і ящиками для паперу.
Первісно так називалася тканина, якою обтягували висувну дошку конторки, потім — особливий тип меблів, що з'явився у Франції в середині XVII століття. Як правило, тонкою шкірою часто буває оббита відкидна частина зсередини. Бюро виготовлялися з різних порід дерева у  техніці маркетрі й були прикрашені інкрустацією, перламутром, позолоченими бронзовими накладками.
Існує кілька версій походження такого типу столу, найвірогідніша з них — від шкатулок з похилими кришками. У таких скриньках зберігалися не тільки прикраси, але і листи. Зберігання листів згодом стало основною функцією бюро. Існує кілька видів бюро: традиційне, стіл, комод і консоль.

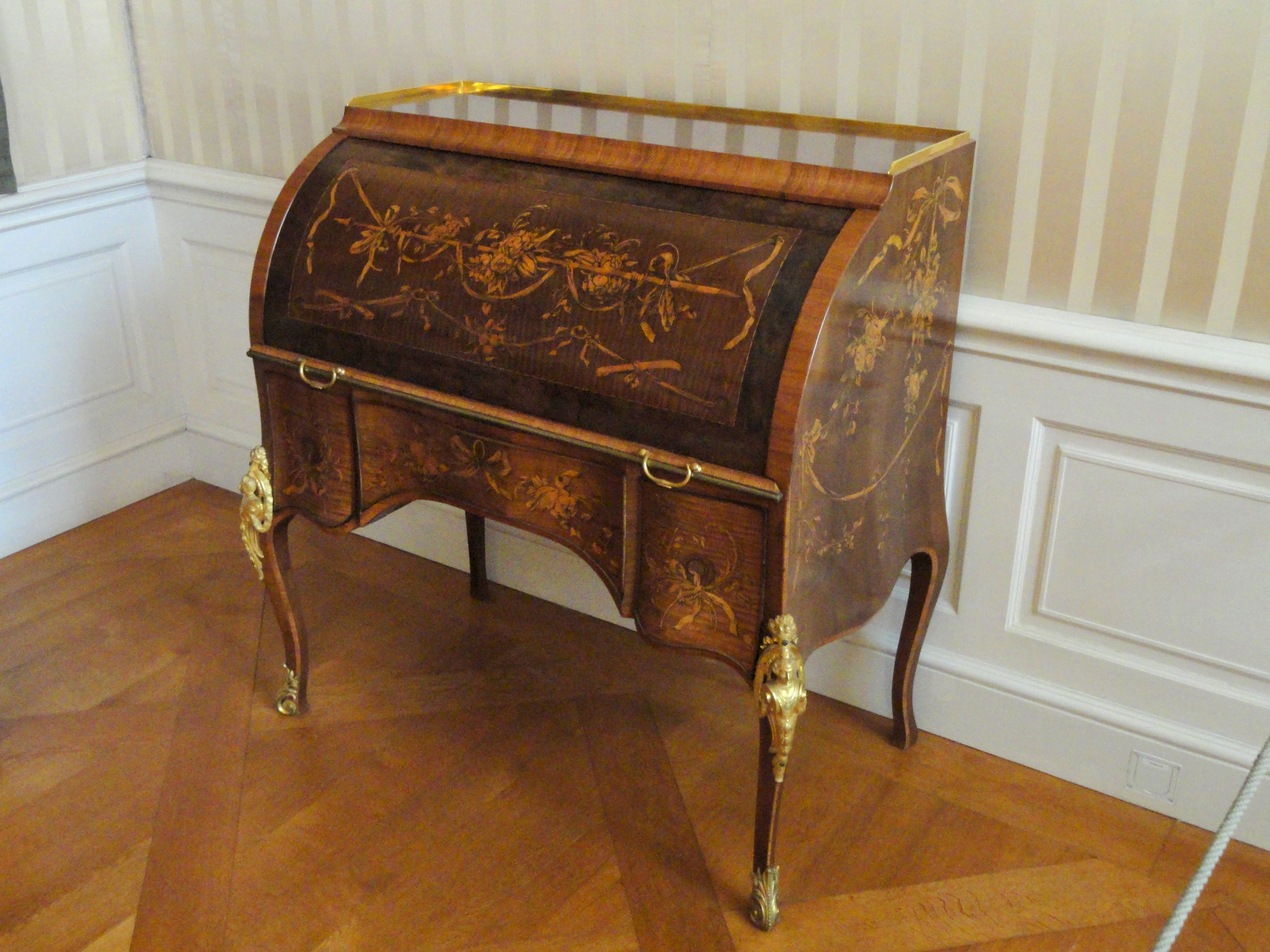
Бюро з циліндричною кришкою. Майстерня Давида Рентгена, 1775 р.

Форма бюро була досить різноманітною: іноді вона мала округлу форму (bureau cylindre) або скошену (bureau de pente). Іноді бюро не мало відкидних частин і було схоже на знайомий нам письмовий стіл. У цьому випадку воно називалося (bureau plat). Якщо на кришці «бюро плат» були спеціальні ящики, відкриті або закриті, то ця форма отримала цікаву назву bureau bonheur-du-jour, тобто «бюро щасливого дня».
Також відоме «Королівське бюро» (Bureau du Roi) — великий письмовий стіл з циліндричною підйомною кришкою. Таку форму меблів почали виготовляти Ж.-Ф. Ебен і його учень Ж.-А. Різнер з 1760 року для Людовика XV.

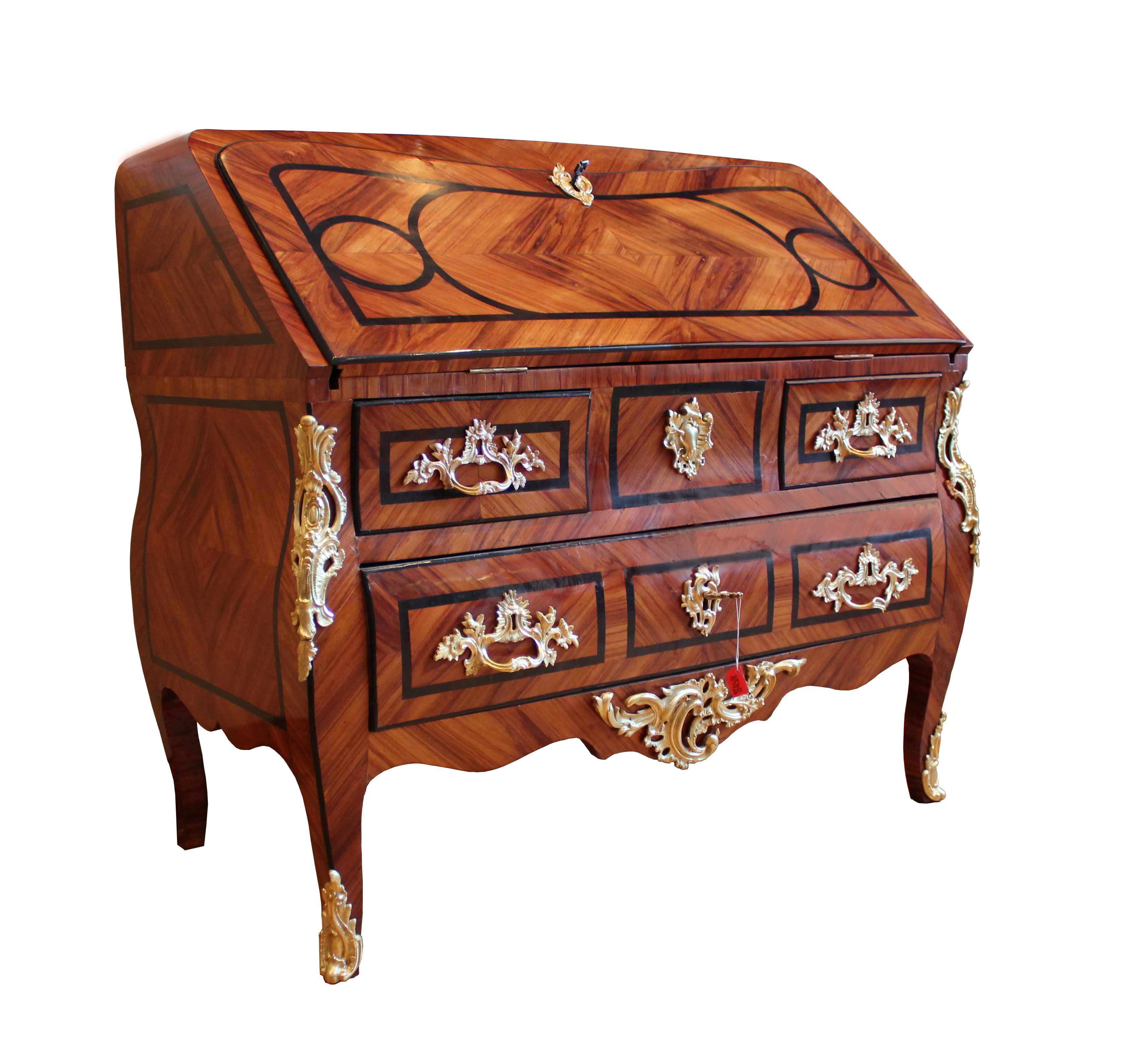
Франція, XVIII ст. Палісандр, рожеве дерево, амарант, горіх, хвойні породи деревини, маркетрі, позолочена бронза. 81 × 130 × 62 см

Ще одним цікавим різновидом є бюро «депантдодан» (bureau de pente dos d'ane) — це бюро зі скошеною відкидною кришкою у вигляді «спинки ослика» (dos d'ane). Характерний зразок є в Великому зібранні витончених мистецтв Міжнародного інституту антикваріату ASG. Це приклад меблевого мистецтва Франції середини XVIII ст. — періоду Людовика XV. Він покритий художнім набором маркетрі з використанням палісандра, рожевого дерева, амаранту та інших порід на основі горіха.